# Шанкара
Ша́нкара (А́ди Шанкара санскр. आदि शंकर [aːd̪i ɕəŋkərə], Шанкарача́рья; 788—820) — индийский мыслитель, один из представителей веданты, религиозный реформатор и полемист, мистик и поэт. На основе Упанишад создал последовательную монистическую систему — адвайта-веданту.

## Биография
Традиционные описания жизни Шанкары в основном описывают чудесные и легендарные события. Его родители (брахманы) были бездетны много лет. Они молили Шиву в шиваитском храме Вришадринатха в горах Тричурa даровать им ребёнка. Шива явился во сне супругам и предложил выбор: множество посредственных сыновей, которые жили бы длинной жизнью во внешнем богатстве и удаче, или одного сына, который не будет жить долго, но станет великим мудрецом. Родители выбрали последнего, которого назвали в честь бога Шанкарой (один из эпитетов Шивы). Его отец умер, когда Шанкаре исполнилось пять лет. В этом возрасте он приступил к изучению четырёх Вед, показав поразительные способности и вскоре превзошёл в учёности своих учителей. В возрасте восьми лет, когда истёк срок отпущенный изначально Шанкаре для земной жизни, на глазах матери его в реке схватил крокодил и отпустил только тогда, когда женщина согласилась, чтобы её сын стал санньясином. Шанкара отправился в поисках гуру на север Индии, где на берегах реки Нармады он встретил Говинду, ученика Гаудапады. Здесь Шанкара постиг основы адвайты, написал большинство шиваитских и вишнуитских гимнов, создал ряд философских трактатов и комментарий к «Брихадараньяка-упанишаде». Существовало пророчество Бадараяны, согласно которому лучшее толкование его текста суждено написать усмирителю вод. Говинда вспомнил о нём, когда Шанкара, исполнив специальную мантру на «привлечение вод», усмирил вышедшую из берегов Нармаду. Шанкара, получив благословение своего учителя, за четыре года написал комментарии ко всем произведениям «тройного канона»: к «Брахма-сутрам» Бадараяны, «Бхагавад-гите» и основным Упанишадам. Шанкара совершил паломничество на священную гору Кайлас, где ему явился Шива в ипостаси подателя высшего знания (Дакшинамурти), и в Бенарес. После смерти Говинды, которого погребли на одном из островов Нармады и впоследствии возвели храм, Шанкара в сопровождении учеников, часть из которых была учениками Говинды, отправился в Праягу, гдё провёл немало диспутов и приобрёл новых приверженцев. Затем Шанкара вновь отправился в «город двух тысяч храмов» и поселился в гхате (святилище для совершения погребальных обрядов) на берегу Ганга. Однажды он встретил на улице чандалу (сына шудры и женщины-брахманки, наиболее презираемая часть индийского общества) и приказал тому уступить дорогу, опасаясь ритуальной нечистоты, но чандала, ссылаясь на учение адвайты о единстве Атмана, сказал о изначальном единстве всех живых существ, после чего Шанкара припал к его ногам и просил прощения.
В последние годы перед смертью Шанкара странствовал по Индии и организовал ряд монастырей (Дварака, Джошиматх в 45 км от Бадринатха, Пури, Шрингери, Канчи), некоторые из которых действуют и поныне. Умер он на 33 году жизни в окружении многочисленных учеников и приверженцев. Ряд мест претендуют на место его захоронения (Канчи, Кедарнатх), но есть предание о его божественном преображении (дематериализации в радужное тело) на горе Кайлас

### Версии датировки жизни
Существует несколько версий датировки жизни Шанкары:
- 788—820 н. э.: Эта версия является общепризнанной в науке. Она основывается на сведениях, задокументированных Шрингери Шарада Питхой[англ.], единственной матхой, которая полностью сохранила историю передачи учения Шанкары через «джагад-гуру» (вселенских гуру), начиная с VIII века н. э.[5] Макс Мюллер, Макдонелл, Патхак[англ.], Дойссен и Радхакришнан придерживались именно этой версии[6].
- 509—477 до н. э.: эта датировка, относящая годы жизни Шанкары более чем на тысячу лет ранее по сравнению с другими версиями, основана на записях Дварака Питхи[англ.] и Говардхана матхи[англ.][7]. Однако такая ранняя датировка не согласуется с тем фактом, что Шанкара цитировал буддистского логика Дхармакирти[5].
- 44—12 гг. до н. э.: По мнению Анандагири, Шанкара родился в Чидамбарам в 44 г. до н. э. и скончался в 12 г. до н. э.[6]
- VI век н. э.: Эта версия выдвинута К. Т. Телангом[англ.]. Р. Г. Бхандаркар полагал, что Шанкара родился в 680 г. н. э.[6]
- 805—897 гг. н. э.: А. Д. Венкитешвара не только относит время жизни Адишанкары к более позднему периоду, чем большинство исследователей, но и придерживается мнения, что Шанкара прожил 92 года, поскольку иначе не смог бы создать все приписываемые ему труды[6].

## Адвайта Шанкары
Адвайта является монистической системой, которая утверждает Брахмана началом и единством сущего, а многообразие мира объясняет проявлением творческой энергии Брахмана (майя), которую «среднее» сознание, в силу омрачённости и незнания (авидья), воспринимает как разрозненные объекты, хотя между ними и Брахманом нет никакого отличия. Учение Шанкары исходит из традиционных для индуизма текстов: Веды, Упанишады, Бхагавад-гита и Веданта-сутры. Предшественники: Пурва-миманса, санкхья, йога, джайнизм, буддизм. «Мандукья-карики» Гаудапады написаны под влиянием буддийских идей.
В религиозно-социальном отношении, Шанкара выступал как консерватор. Изучение ведической литературы традиционно запрещалось шудрам: этот «запрет и соответствующие наказания (вплоть до заливания ушей расплавленным оловом) Шанкара и поддерживает самым решительным образом (БСБ 1.3. 34-38)» По поводу обвинений адвайты Шанкары в «замаскированном буддизме» В. С. Костюченко отмечает, что «в современной Индии это тема ряда философских симпозиумов и конференций. Дискуссии эти показали, что, во всяком случае, утверждения о „замаскированном буддизме“ адвайты являются упрощением и огрублением реального взаимоотношения обоих учений. Уже начиная с Шанкары (яростно критикующего буддизм во всех его вариантах) пути вновь начинают расходиться». По мнению Сарвепалли Радхакришнана «не подлежит сомнению, что Шанкара развивает всю свою систему из упанишад, а „Веданта-сутру“ разрабатывает безотносительно к буддизму» Ф. М. Мюллер аналогично отрицает влияние буддизма на Шанкару.
Ряд индологов считает адвайта-веданту Шанкары естественной, логичной и наиболее точной трактовкой Упанишад.
Рудольф Отто указал на сходство в словаре и формулировках между Мейстером Экхартом и Шанкарой.
Шанкара отождествлял неведение-авидью и творческую силу Абсолюта, майю. Авидья-майя в его философии не определяется ни как реальная сила (в отличие от шакти кашмирского шиваизма), ни как голая иллюзия, не имеющая к Абсолюту никакого отношения: майя для Шанкары сила sad-asad-anirvacaniya, ни-реальная ни-иллюзорная.
Майя, проявляясь как вселенная, скрывает за собой неизменную сущность: лишённый свойств, самотождественный, единый — ниргуна (непроявленный) — Брахман. Майя оказывается наложением (adhyasa) на неизменный Брахман. Будучи подверженной развёртыванию, трансформации (parinama) Майя является и оборотной стороной Брахмана, его творческой силой, шакти, которая включает в себя омрачение, неведение (авидью) — основу индивидуального характера опыта. Духовная реализация понимается Шанкарой как растворение в Брахмане субъекта, объекта и самого процесса познания. Ниргуна-Брахман, основа всего, лишён любых качеств. «Нельзя помыслить то, что пронизывает собою мысль», — говорит о ниргуна-Брахмане Шанкара. На самом деле, в мире нет никаких изменений, все новые названия являются обозначением для уже существующего: для Брахмана. Утверждая всеобщую причину, Брахман, Шанкара отрицает следствие, сводя его только к обозначению: «Следствие — только словесная форма, оборот речи». При этом, Брахман как основа мира, то есть наделённый качествами, является сагуна-Брахманом (что объяснение более низкого уровня, нежели учение о бескачественном ниргуна-Брахмане).
Ранний Адвайтин Гаудапада (VI—VII вв. н. э.) находился под влиянием буддизма. Гаудапада перенял буддийские доктрины о том, что высшая реальность — это чистое сознание (виджняпти-матра) и «что природа мира — это четырехугольное отрицание». Гаудапада «вплел обе доктрины в философию Мандукья-упанишады, которая была далее развита Шанкарой». Гаудапада также перенял буддийскую концепцию «аджаты» из философии Мадхьямаки Нагарджуны. Шанкаре удалось ввести майяваду Гаудапады в «Брахма-сутры» Бадараяны, «и придать ей locus classicus», вопреки реалистическому течению Брахма-сутр.
Хотя Шанкара имеет беспрецедентный статус в истории Адвайта Веданты, раннее влияние Шанкары в Индии сомнительно. До 11-го века сама Веданта была периферийной школой мысли, и до 10-го века Шанкара был в тени своего старшего современника Мандана Мишры. Историческая слава и культурное влияние Шанкары и Веданты возросли лишь столетия спустя, в эпоху мусульманских вторжений и последующего опустошения Индии, благодаря усилиям Видьяраньи (XIV в. н. э.), который создал легенды, чтобы превратить Шанкару в «божественного народного героя, который распространил свое учение посредством своей дигвиджайи (всеобщего завоевания)» по всей Индии. Позиция Шанкары ещё больше укрепилась в XIX и XX веках, когда неоведантисты и западные востоковеды возвысили Адвайту Веданту «как связующую богословскую нить, объединившую индуизм в единую религиозную традицию». Адвайта Веданта получила широкое признание в индийской культуре и за её пределами как парадигматический пример индуистской духовности, Шанкара стал «знаковым представителем индуистской религии и культуры», несмотря на то, что большинство индуистов не придерживаются Адвайта Веданты.

## Произведения и переводы
Комментарии:
- «Брахмасутра-бхашья» — комментарий к «Брахма-сутре» («Веданта-сутре») Бадараяны.

- Шанкара. Избранные комментарии на Брахма-Сутры Бадараяны / пер. с санскр., вступл. и комм. Н. В. Исаевой. М., 1993.
- Шанкара. «Брахма-сутры». Комментарий Шанкары. Глава II, раздел III / пер. Н. В. Исаевой // Степанянц М. Т. Восточная философия. Вводный курс. Избр. тексты. М., 1997.
- Комментарий Шанкары к Брахмасутрам (публикация 1 сутры) // Народы Азии и Африки. 1983. № 4.

- Комментарии к Брихадараньяка-, Чхандогья-, Айтарея-, Тайттирия-, Кена-, Иша-, Катха-, Мундака-, Шветашватара- и Прашна-упанишадам.
  - Таиттирийа упанишад с комментариями Шри Шанкарачарии. Изд-во «Общество ведической культуры», 1994. 148 с. ISBN 5-87383-068-9 (ошибоч.)
  - Катха Упанишад с комментариями Шри Шанкарачарии / переводчик Д. Рагоза. Изд-во «Общество ведической культуры», 1994. 120 с. ISBN 5-87383-064-9
- Комментарий к «Бхагавад-гите».
- Комментарий к «Мандукья-карике» Гаудапады.

Трактаты:
- «Упадешасахасри» («Тысяча наставлений»)
- Шанкара. Незаочное постижение Архивная копия от 26 декабря 2008 на Wayback Machine [«Апарокша анубхути»] / вступ. статья и пер. с санскрита Д. Б. Зильбермана // Вопросы философии. 1972. № 5. С. 109—116.
- Шанкара. Атма-бодха; Вивека-чудамани; Таттва-бодха. М.: Майя, 1992. — (Воспроизведение трёх брошюр, изданных в 1912 году.)

- Шанкара. Атмабодха / Пер. А. Я. Сыркина // Антология мировой философии. Т. 1, ч. 1. М., 1969.

- Шри Шанкарачарья. Пятиричность; Путь к совершенному самопознанию; Разъяснение изречения / Пер. с санскрита. СПб.: Об-во Рамакришны, 1994. 143 с.
- Шанкарачарья. Семь трактатов / Пер. с санскрита А. Адамковой. СПб.: Об-во «Адити»; Об-во Рамакришны, 1999. 213 с.

Поэзия:
- Шри Шанкарачарья. Волна красоты. Изд-во «Велигор»: 2006. 160 с. ISBN 5-88875-057-3
- Ади Шанкарачарья. Шиванандалахари / переводчик: Динанатха Бодхисвами. Изд-во «Старклайт», 2006. 120 с. ISBN 5-9633-0013-4

## Комментарии
1. ↑  The term "mayavada" is still being used, in a critical way, by the Hare Krshnas. See[web 1][web 2][web 3][web 4]